# Футбольна арена Кошиці
Футбольна арена Кошиці — футбольний стадіон у місті Кошиці, Словаччина. Стадіон є домашньою ареною для місцевого клубу ФК «Кошиці», і наразі вміщує 5 836 глядачів, хоча планується збільшити його місткість до 12 658.

## Історія
Стадіон замінив старий стадіон Všešportový areál, який був знесений у 2011 році. Будівництво було проведено в три етапи. Перший етап був розпочатий у 2018 році і завершений у 2021 році з двома трибунами та місткістю 5 836 місць. Другий і третій етапи, з ще двома трибунами, планується завершити у 2022 році, що дозволить довести загальну місткість стадіону до 12 658 місць і досягти 4-зіркового стандарту УЄФА. Вартість будівництва склала 22,42 млн євро. Місто Кошице виділило 13,5 млн євро, уряд Словаччини надав перші 5 млн євро. і ще 4 млн євро пізніше.
2025 році тут проводилися матчі чемпіонату Європи U-21.
У зв'язку з регламентом УЄФА, пов'язаним із вторгненням Росії в Україну, цю арену своїм домашним стадіоном для ігор в єврокубках обирали:
- «Дніпро-1» (сезони 2022-2023, 2023-2024)
- «Кривбас» (сезон 2024-2025)

## Етапні матчі
| Матч                                                | господар | Результат | гості           | Дата             | турнір                                 | Відвідуваність |
| --------------------------------------------------- | -------- | --------- | --------------- | ---------------- | -------------------------------------- | -------------- |
| Перший матч                                         | Кошице   | 2–0       | Славой Требішов | 12 лютого 2022 р | Товариський матч                       | Без глядачів   |
| Матч першої ліги                                    | Кошице   | 4–0       | Рогожник        | 25 лютого 2022 р | 2021–22 2. Ліга (Словаччина)           | 1 289          |
| Перший матч кваліфікації Ліги Європи                | Дніпро-1 | 1–2       | АЕК Ларнака     | 18 серпня 2022 р | Ліга Європи УЄФА 2022—2023             | 3 450          |
| Перший матч групового етапу Ліги конференцій Європи | Дніпро-1 | 0–1       | АЗ              | 8 вересня 2022 р | Ліга конференцій Європи УЄФА 2022—2023 | 3 347          |
| Перший матч із наявністю VAR                        | Дніпро-1 | 0–0       | АЕК Ларнака     | 23 лютого 2023 р | Ліга конференцій Європи УЄФА 2022—2023 | 3 527          |

## Галерея

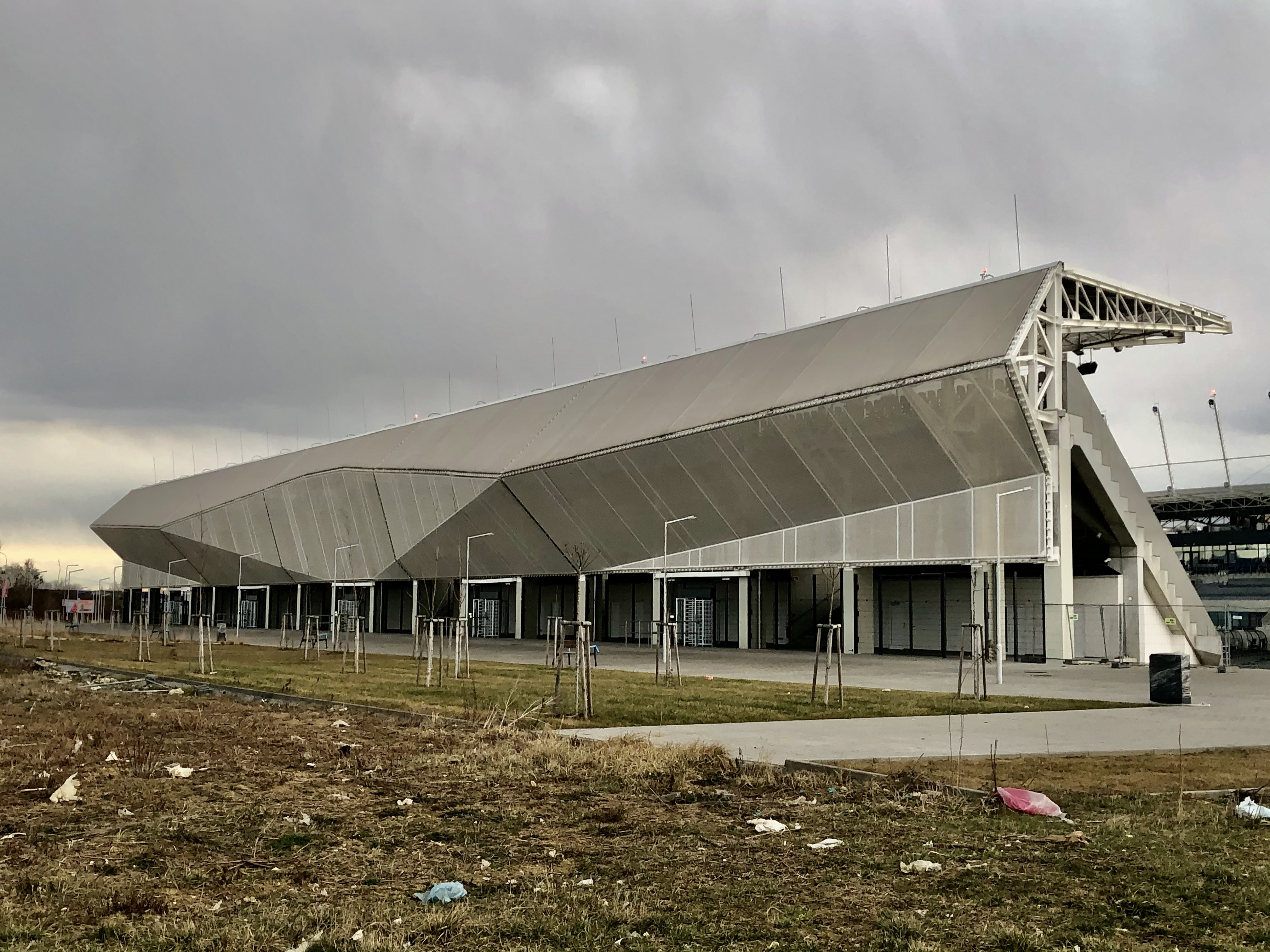
Вид збоку
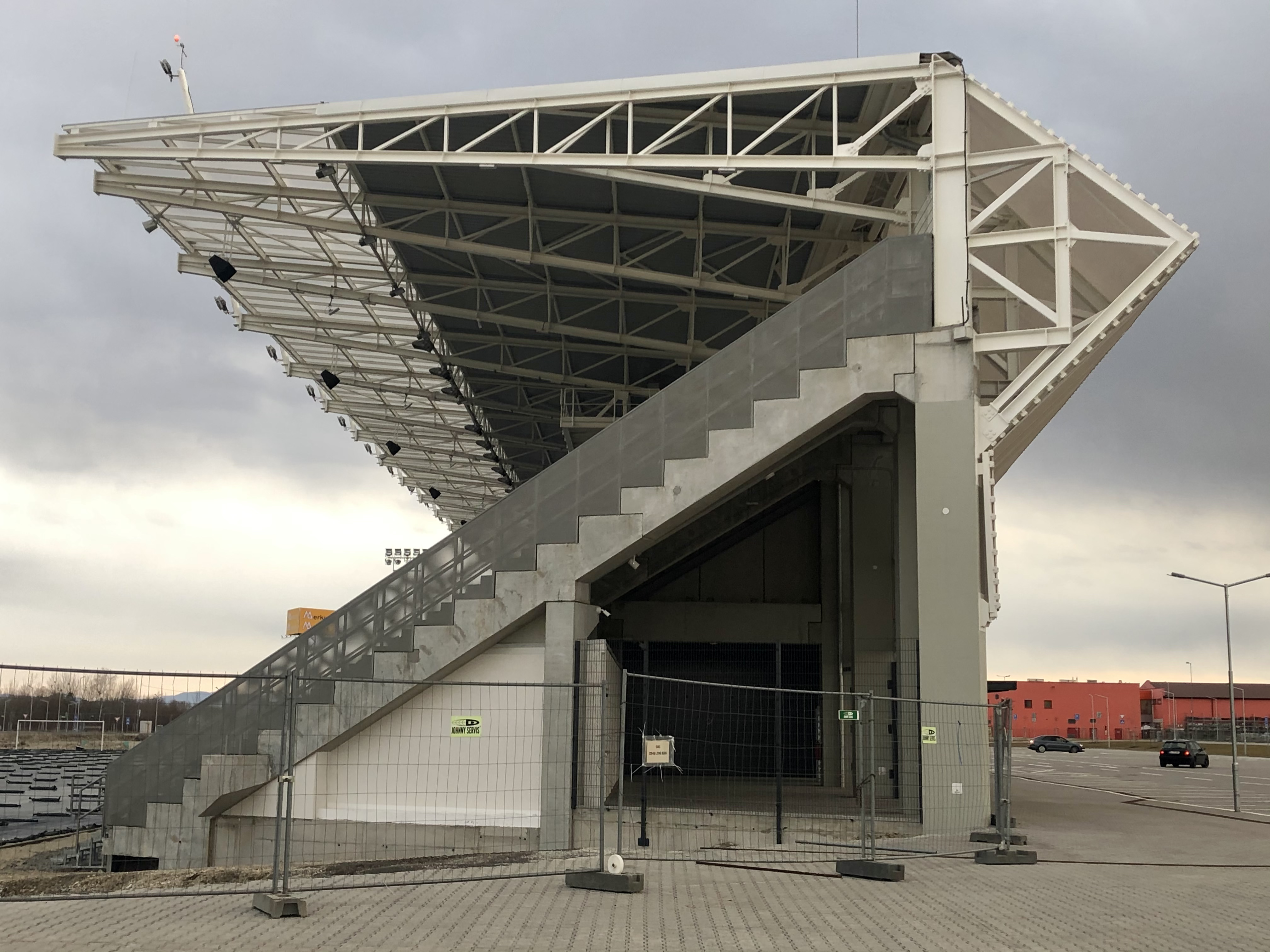
Вид трибуни збоку
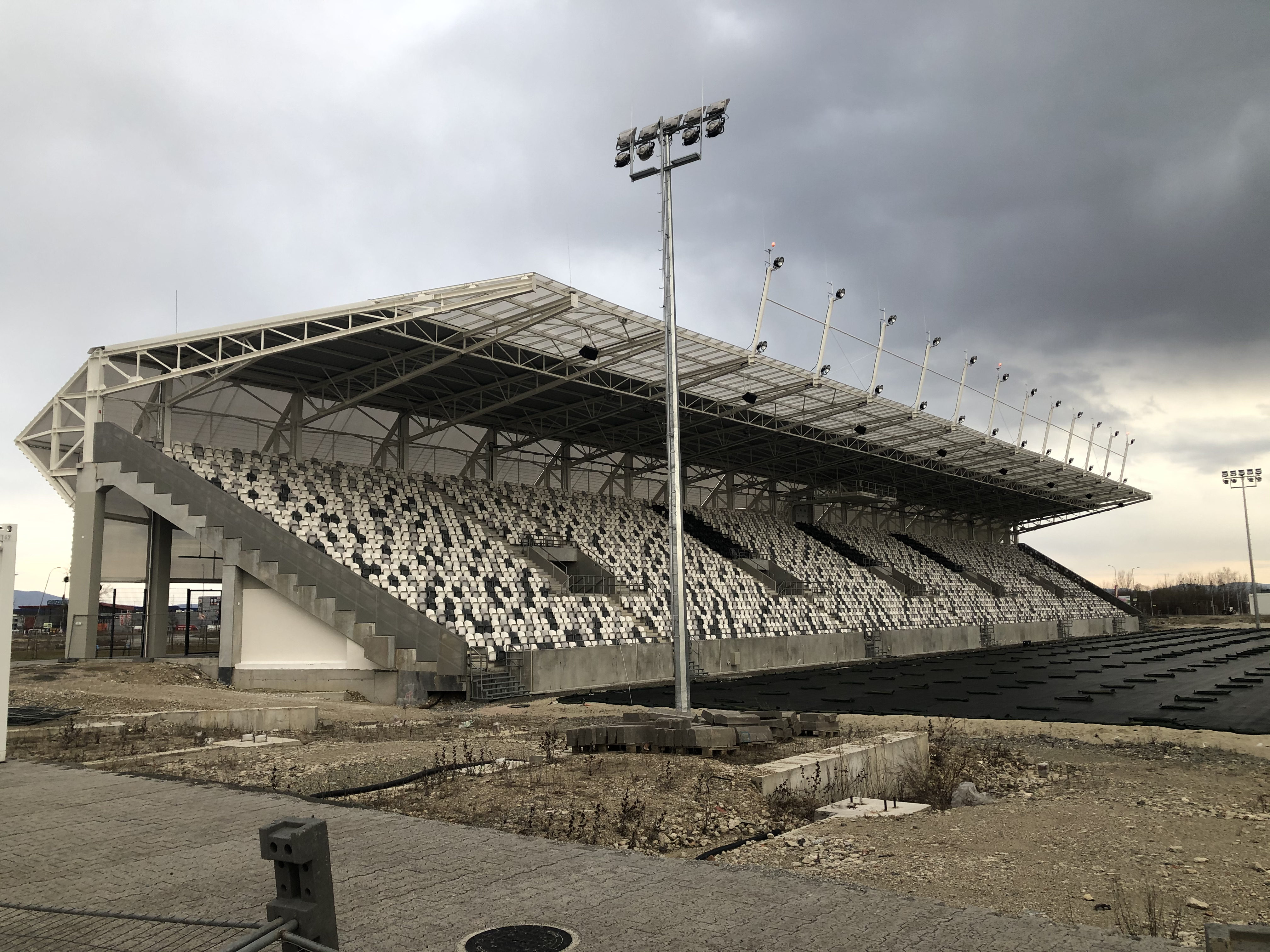
Стенд А
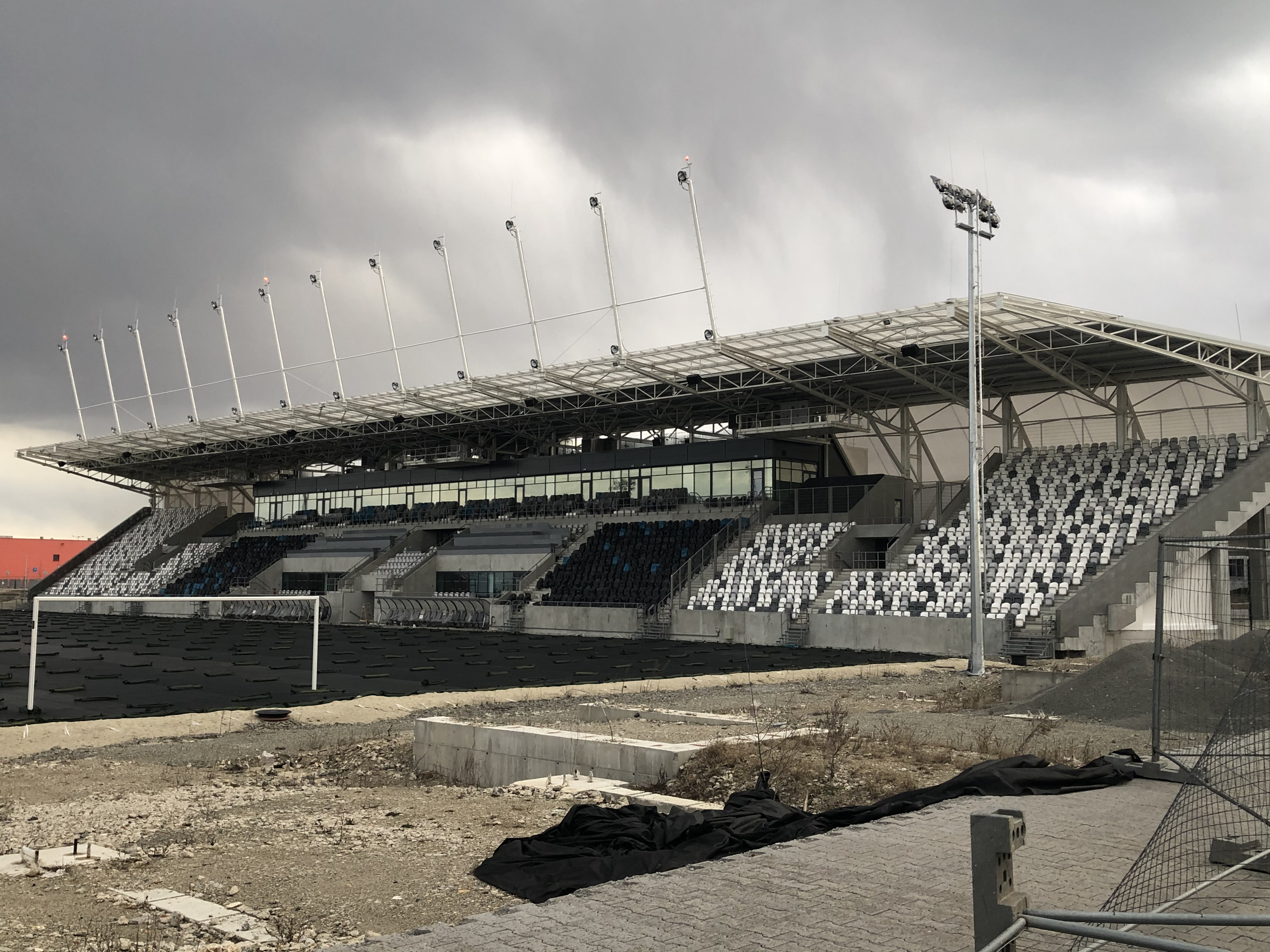
Стенд С
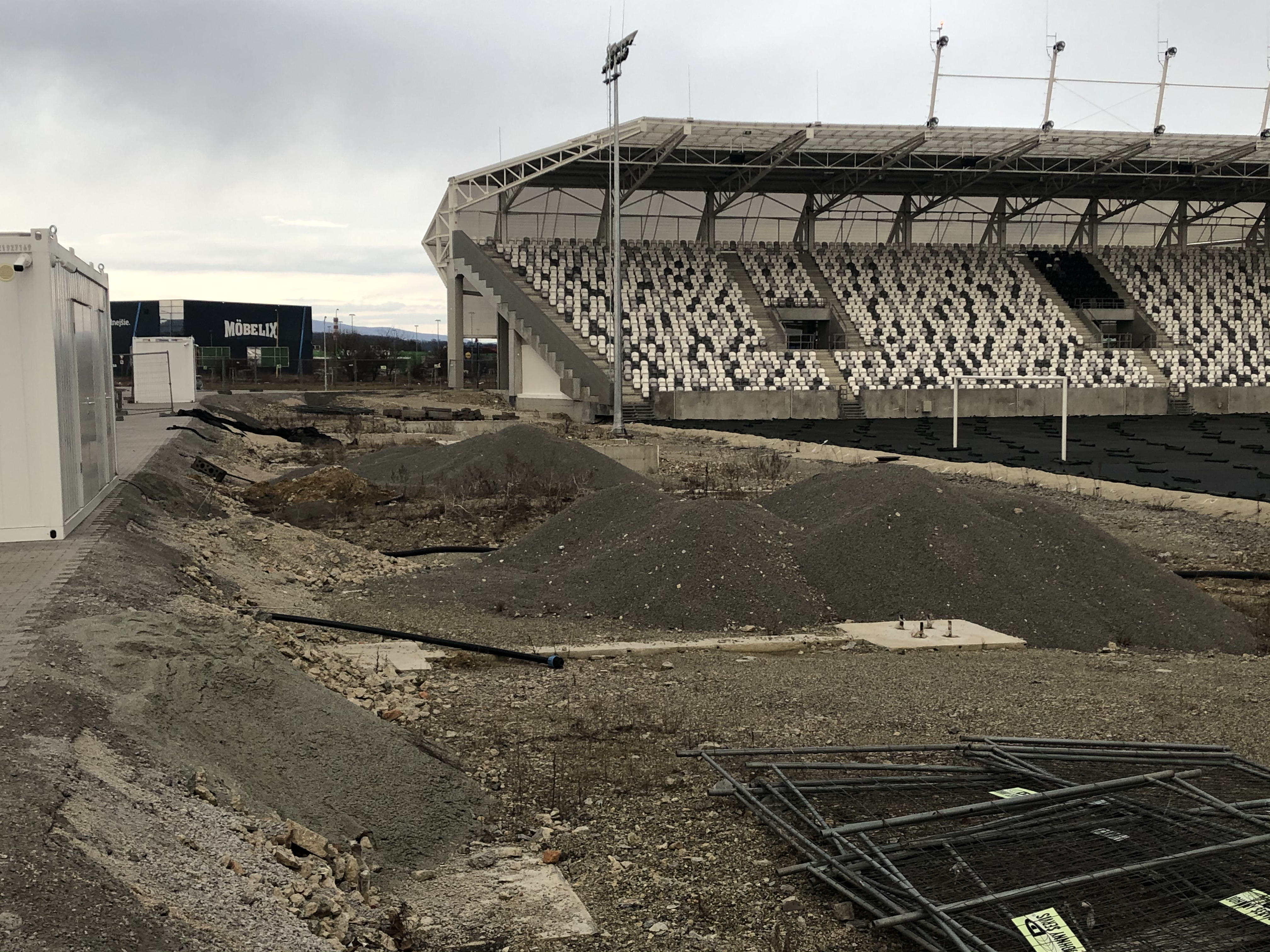
Місце для трибуну, що залишилися